# 神戸市消防局
神戸市消防局（こうべししょうぼうきょく）は、兵庫県神戸市の消防部局（消防本部）。

## 沿革
- 1979年3月 市民防災総合センターが現在地に移転。
- 1995年1月17日 阪神・淡路大震災に出場。
- 1997年10月 特殊化学災害隊（現・特殊災害隊）「HAZ-MAT KOBE］が発隊。
- 1999年8月17日 トルコ共和国地震に国際消防救助隊を派遣。
- 2003年6月 西区伊川谷町の火災現場で4人の消防隊員が殉職、9人の隊員が重軽傷を負う事故が発生。
- 2004年4月 本部指揮隊が発隊。
- 2005年4月 JR福知山線脱線事故に応援出場。
- 2004年7月 福井豪雨災害に緊急消防援助隊を派遣。
- 2005年4月 西方面特殊災害隊と、北方面特殊災害隊が発隊。
- 2006年4月 特別高度救助隊「スーパーイーグルこうべ」が発隊。
- 2007年4月 消防係・救急係を三部制に移行。
- 2009年
  - 4月 東部方面特殊災害隊が発隊。
  - 6月 東灘区の工場火災現場で、1人の消防隊員が殉職する事故が発生。
- 2010年4月 中部方面特殊災害隊が発隊。
- 2011年3月 東北地方太平洋沖地震に伴う東日本大震災の被災地へ緊急消防援助隊を派遣。福島第一原子力発電所事故にも出場。
- 2016年4月 熊本地震に緊急消防援助隊を派遣。
- 2024年1月 能登半島地震に緊急消防援助隊を派遣。
- 2027年度中 三田市消防本部と通信指令業務を共同化（予定）[1]。

## 組織
- 本部
  - 総務部：庶務課、職員課、施設課
  - 予防部：予防課、査察課、建築危険物課
  - 警防部：警防課、司令課、救急救助課、航空機動隊
  - 市民防災総合センター
- 消防署

## 主力機械
2024年1月12日現在
消防車
- 指揮車：12
- 小型消防ポンプ車：21
- 小型タンク車：20
- 資材搬送ポンプ車：10
- ブーム付タンク車：2
- 化学車：12
- 大型化学高所放水車:1
- 泡原液搬送車：1
- 10t水槽車：12
- はしご車：10
- 救助車：12
- 特別高度工作車：1
- 特殊災害対策車：3
- 特殊災害対応タンク車：3
- ポンプ付特殊災害対策車：1
- 大型除染システム搭載車：1
- 空気充填照明車：2
- 大容量ポンプ車：2
- ホース延長車：3
- 重機搬送車：1
- 輸送車：5
- 無線中継車：1
- 燃料補給車：1
- 津波・大規模風水害対策車：1
- 人員搬送車：1
- 支援車：1
- 救急車：42
- 無線車：1
- 査察車：1
- 査察広報車：25
- 通信工作車：1
- 司令車：11
- 観察車：6
- 連絡車：12
- 広報車：2
- 給油車：2
- 電源装置搬送車：1
- 起震車：1
- 消防艇：2
- 消防防災ヘリコプター：2

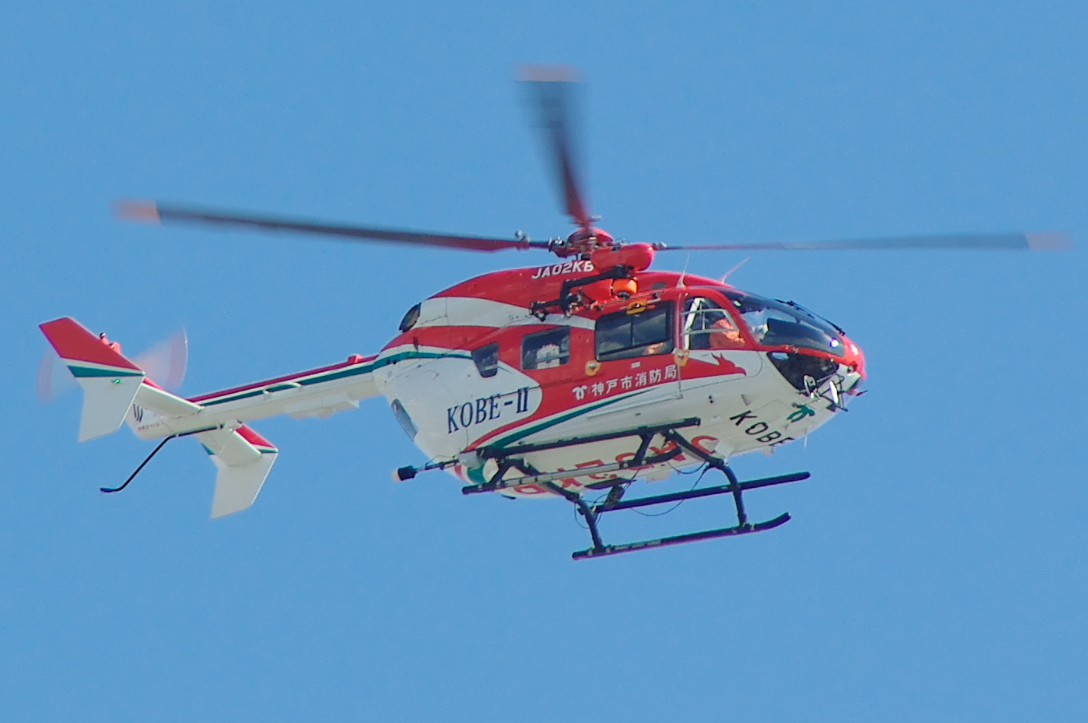
消防防災ヘリコプター「KOBE−II」（神戸市航空機動隊）

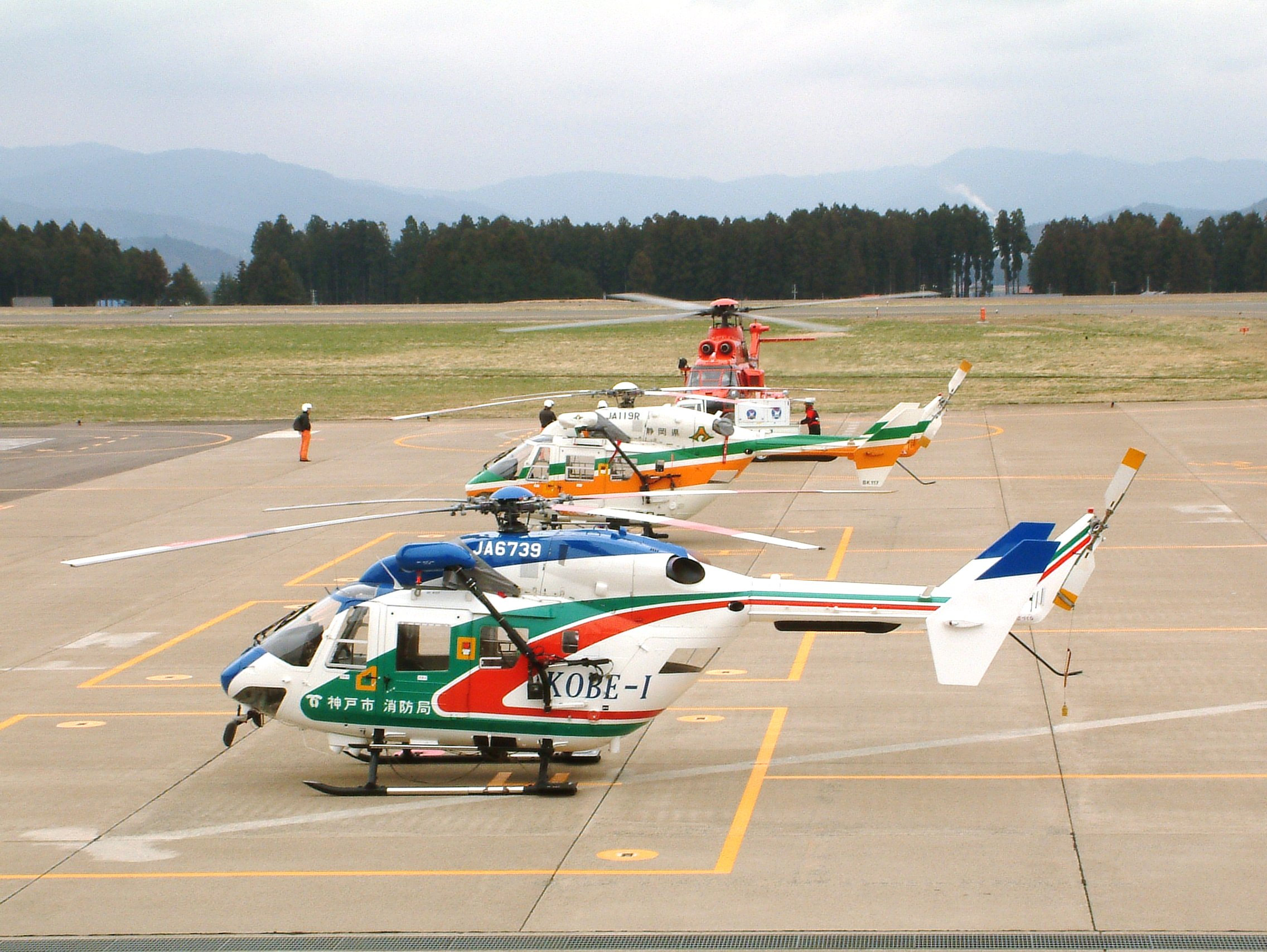
消防防災ヘリコプター「旧KOBE−I」（更新済み）

  - 県市の共同機体の「HYOGO･KOBE-I」（旧「KOBE-I」の更新）と神戸市航空機動隊の「KOBE-II」、兵庫県消防防災航空隊の「ひょうご」を共同運航する。

市民防災総合センター
- 小型ポンプ車：2
- 普通ポンプ車：1
- 化学車：1
- 10t水槽車：3
- 屈折梯子車：1
- 空気充填照明車：1
- 大型除染システム搭載車：1
- 中型輸送車：1
- 人員搬送車：1
- 大容量ポンプ車：1
- ホース延長車：1
- 高規格救急車：5
- 査察広報車：1
- 消防音楽隊バス：1

（主力機械：神戸市消防局情報写真館参照）

## 消防署
| 消防署     | 住所                  | 分署                       | 出張所                                                                                                   |
| ---------- | --------------------- | -------------------------- | --- |
| 東灘消防署 | 東灘区住吉東町5-2-1   | なし                       | 深田池：東灘区住吉山手4-11-1 青木：東灘区本山南町2-12-7 六甲アイランド：東灘区向洋町中4-2-3              |
| 灘消防署   | 灘区神ノ木通3-6-18    | なし                       | 青谷橋：灘区城の下通2-3-1                                                                                |
| 中央消防署 | 中央区小野柄通2-1-19  | なし                       | 栄町：中央区栄町通7-1-6 山手：中央区下山手通7-1-7                                                        |
| 兵庫消防署 | 兵庫区荒田町1-21-1    | なし                       | 運南：兵庫区浜山通2-4-1                                                                                  |
| 北消防署   | 北区北五葉2-1-9       | 北神：北区藤原台北町7-20-1 | 有馬：北区有馬町字ウツギ谷1307-8 山田：北区山田町下谷上字池ノ内21-1 ひよどり：北区ひよどり台南町1-15-120 |
| 長田消防署 | 長田区北町3-4-8       | なし                       | 大橋：長田区大橋町2-1-5                                                                                  |
| 須磨消防署 | 須磨区中島町1-1-1     | なし                       | 板宿：須磨区川上町2-1-7 北須磨：須磨区西落合1-1-1                                                        |
| 垂水消防署 | 垂水区舞多聞東1‐10-30 | なし                       | 舞子：垂水区舞子台3-14-5 塩屋：垂水区青山台5-1-33 高丸：垂水区野田通10-5                                 |
| 西消防署   | 西区春日台5-1-10      | なし                       | 伊川谷：西区伊川谷町潤和字柿田1056 押部谷：西区桜が丘中町1-848-1122                                      |
| 水上消防署 | 中央区港島3-2         | なし                       | なし |

## 消防学校
- 神戸市消防学校：消防吏員の教育を行う。
  - 住所：兵庫県神戸市北区ひよどり北町3-1

## 機関誌
神戸市消防局は消防機関としては珍しく市販の情報誌「雪」を発刊していた。
1949年3月、神戸市消防局は前身となる雑誌「神戸消防」（非売品）を創刊。1952年に雑誌「神戸消防」は消防の記章が雪に似ていることから「雪」に改題された。
1955年に内部向け機関誌だった「雪」は広報誌に変更され企業が発行するような月刊誌になり、文化人や大学教授らの寄稿、著名人の対談、映画の評伝、エッセーなども掲載されるようになった。1995年1月の阪神・淡路大震災後も発行が継続され、被災した街並みの写真や最前線で活動した職員の手記などが掲載された。
2020年、新型コロナウイルスの感染拡大の影響で、創刊以来初めて6月号と7月号が休刊になった。再開後も部数約6千部が発行されたが、神戸市ではデジタル化を推進してSNSによる広報に移行することになり、2021年3月号で発行を終了した。

## 不祥事
- 2016年12月25日 -12月25日午前10時ごろ、男性消防士（22歳）が神戸市北区の交番に駆け込み、「数名の知らない男に三宮駅周辺で拉致され、車で連れ回された」と嘘の被害を申告。兵庫県神戸北警察署が捜査したが、物的証拠が見つからず、軽犯罪法違反（虚偽申告）容疑で書類送検された。消防士はこの日出勤日だったが、市の調査に「寝坊したので、遅刻の言い訳になると思った」と話したという。神戸市は3月30日、男性消防士を減給10分の1（1ヵ月）の懲戒処分とした[3]。
- 2019年4月 - 兵庫消防署の男性消防士長（33歳）が、神戸電鉄湊川駅のホームで電車を待っていた女性に後ろから近付き、スカートの下にスマートフォンを差し入れて、動画を盗撮。男性消防士長は女性に気付かれたことから電車に乗り逃走したが、10月、兵庫県警による事情聴取が行われ、その後不起訴となった。市の聞き取りに対し男性消防士長は、「安易に罪を犯してしまい後悔と謝罪の念しかない」と盗撮したことを認めている。神戸市は12月26日、男性消防士長を懲戒免職処分にした[4]。
- 2020年7月30日 - 市消防局は、男性消防職員（49歳）が、 宝塚市内のスポーツ量販店で野球用グローブ1点を窃盗した容疑により、5月27日、兵庫県宝塚警察署に逮捕され、その後の供述において、グローブの窃盗を含めて複数回にわたり、野球用品の窃盗を認めてたことから、男性消防職員を停職3ヵ月の懲戒処分とした[5]。